# Odrodzenie na wschodzie
Odrodzenie na wschodzie (ros. Возрождение на востоке) – kolaboracyjny dwutygodnik w okupowanym Pskowie podczas II wojny światowej.
Gazeta zaczęła wychodzić w okupowanym Pskowie w poł. listopada 1942 r. Była przeznaczona dla ludności rolniczej zajętych przez wojska niemieckie północno-zachodnich terenów ZSRR. Początkowo ukazywała się raz w miesiącu, potem 2 razy w miesiącu. Funkcję redaktora naczelnego pełnił G. I. Rodionow. Publikowano w niej przede wszystkim artykuły i felietony dotyczące sytuacji chłopów na okupowanych terytoriach, spraw rolniczych, praktyczne porady z zakresu agronomii, sadownictwa, pszczelarstwa itp., ale też kwestii politycznych. Ostatni 20 numer gazety ukazał się w grudniu 1943 r.